# What If (Marvel)
What If, soms What If...? genoemd, is de titel van aantal comicverhalen die gepubliceerd zijn door Marvel Comics. Er zijn in de loop der jaren meerdere reeksen verschenen met deze titel.
De strips uit de What if-reeks bevatten op zichzelf staande verhalen. Het enige wat deze verhalen met elkaar gemeen hebben is dat ze allemaal een scenario uit een eerder verschenen strip als uitgangspunt nemen, maar tonen wat er gebeurd zou zijn indien dit scenario anders was gelopen. De verhalen staan los van het hoofduniversum van het Marvel Universum, beter bekend als Earth-616, en zijn dan ook niet van invloed op de andere strips.

## 1977-1984 serie
De verhalen in de originele, 47-delige serie (van februari 1977 tot en met oktober 1984) gebruikte Uatu the Watcher als verteller. De waarnemer van alle gebeurtenissen op de aarde vanaf zijn basis op de maan, kan ook gebeurtenissen observeren in parallelle universums. De What If verhalen begonnen over het algemeen met Uatu die kort een gebeurtenis beschreef van de Earth-616 continuïteit. Daarna wees hij op een bepaald belangrijk punt in het verhaal, waarna hij verder beschreef wat er zou gebeuren als het verhaal hier een heel andere koers zou varen dan het gewone verhaal. Het eerste What If-verhaal, getiteld What if Spider-Man Had Joined the Fantastic Four? (Wat als Spider-Man zich bij de Fantastic Four had aangesloten?), presenteerde een alternatieve versie van de gebeurtenissen die werden gezien in The Amazing Spider-Man #1. In deze strip wilde Spider-Man lid worden van de Fantastic Four, maar werd geweigerd. In het What If-verhaal wordt hij wel toegelaten, en gaat de groep verder door het leven als de Fantastic Five.
Sommige verhaallijnen handelde over individuele personages die sommige actie wel (of juist niet) deden ten opzichte van de 'realiteit', waar zij precies de tegenovergestelde beslissingen maakte. Bijvoorbeeld, een Captain America verhaallijn, gepubliceerd rond 1980 liet zien dat hij de kans kreeg om presidentskandidaat te worden bij een derde partij (een andere partij dan de Republikeinen of de Democraten). Op het einde weigerde hij deze uitnodiging. Maar in What If #26 (What if Captain America became President? (Wat als Captain America president werd)) accepteerde hij de nominatie wel, waarna hij op het laatst de presidentsverkiezingen van 1980 won.
Door het karakter van de What If verhalen mochten zij de 'regels' doorbreken van de serie van de desbetreffende hoofdpersoon, die de status quo intact hielden. Belangrijke personages konden zelfs gedood worden (wat vaak gebeurde) en veel verhalen gingen over de keuze voor superheld of superschurk tijdens het krijgen of ontdekken van de gaven van de persoon. Superhelden in het hoofduniversum werden in de alternatieve realiteit superschurken. Eén verhaal gebruikte wat eigenlijk de plot had moeten zijn van de Dark Phoenix Saga van de X-Men, waar in plaats van zelfmoord van Jean Grey, zij een lobotomie ondergaat waarbij ze haar gaven kwijtraakt. Verder in het verhaal blijft Jean Grey machteloos, waardoor ze Scott Summers niet kan redden. Door de shock hier van komt de Dark Phoenix kracht terug, resulterend in galactische cataclysme. Niet alle What If-verhalen hebben zo'n serieus karakter. Zo laat What If #11 zien wat er gebeurt zou zijn als leden van de originele staf - om precies te zijn Stan Lee, Jack Kirby, Flo Steinberg en Sol Brodsky - de krachten van de Fantastic Four kregen.
De serie had zo nu en dan een 'back-up' serie, genaamd Untold Tales From the Marvel Universe, die verhalen vertelde over bovenmenselijke rassen, zoals de Eternals en de Inhumans.
Na de annulering van de serie kwam Marvel met één tijdschrift tellende What If?-special (juni 1988, met het verhaal What if Iron Man Had Been a Traitor? (Wat als Iron Man een verrader was?), waarin Iron Man als een verrader werd neergezet. Ironisch genoeg werd acht jaar na het verschijnen van deze special bekendgemaakt dat Iron Man ook een verrader was in het hoofd universum van Marvel, Earth-616.
De brievenpagina werd eenmalig What Now? genoemd. Dit waren de woorden van Uatu, al tot zijn nek in de brieven, die nog een zak met brieven ontving van de postbode.

## 1989-2000 serie
What If kwam terug met een 114 nummers tellende, maandelijkse serie, die liep van juli 1989 tot en met november 1998.
Op het begin nam de tweede serie de opzet van zijn voorganger over, met Uatu die het verhaal inleidde. Maar door gebeurtenissen in de Fantastic Four-serie, waarin Uatu werd gestraft voor het vernietigen van een andere Watcher, werd Uatu uit de serie geschreven. De verhalen namen steeds meer de centrale rol, zonder de inleiding van Uatu. Uatu's laatste optreden was in What If #76. De tweede What If-serie werd bekend door het opnieuw bezoeken en het herzien van eerdere What If-verhalen, meestal geüpdatet naar de tijd van de nieuwe serie. Ook kwam het nu voor dat verhalen over meerdere uitgaven van de serie uitgegeven werden, waar ze eerst altijd maar één uitgave lang waren. Soms werden zelfs meerdere potentiële versies van één zelfde verhaal getoond. Er was zelfs een verhaal met drie verschillende einden (What if War Machine Had Not Destroyed the Living Laser? (Wat als War Machine de Living Laser niet had verwoest?)), waarna de lezer zelf moest uitmaken welke versie zou moeten gebeuren.
Er was ook een subtiele cross-over met de Acts of Vengeance verhaallijn. In de pagina's van Quasar achtervolgde de held de Living Laser in het hol van de Watchers op de maan, die toen vluchtte naar andere universums door de poort van Uatu. De Laser had een korte verschijning in What if as a streak of light (Vrij vertaald als What If als strook van licht). Deze verhaallijn werd later opgevolgd door één waarin Uatu Quasar opdraagt om de Living Laser op te sporen door verschillende What If universums, eindigend in de New Universe, waar Quasar de Star Brand kreeg.
Na What If #87 werd de bekende omslag na een belangrijk punt in de titel achterwege gelaten (zoals What if War Machine Had Not Destroyed the Living Laser, alles na What if werd weggelaten). De uitgave van de What If serie werd meer gemaakt als een uitgave van de echte serie, behalve dan dat er aan de bovenkant nog het logo van What If, dat aangaf dat het verhaal zich afspeelde in een alternatieve realiteit.
In een van de laatste uitgaven (What If #105) werd Spider-Girl geïntroduceerd. Zij was zo populair dat er een spin-off ontstond en ze haar eigen serie kreeg. Deze serie zorgde ervoor dat het MC2 universum ontstond.

## 2005 serie
What If kwam weer terug in 2005 voor zes eendelige strips, beginnend in februari. Hoewel sommige verhalen de oude opzet met Uatu als verteller volgde, waren twee verhalen geschreven door Brian Michael Bendis - What if Karen Page Had Lived? (Wat als Karen Page leefde) en What if Jessica Jones Had Joined the Avengers? (Wat als Jessica Jones zich aansloot bij de Wrekers?) - anders. Bendis verving de Watcher door zichzelf. Ook was er een ander verhaal waarin er een conversatie plaatsvond tussen een stripboekwinkelmedewerker en een bezoeker waarin de volgende vraag werd gesteld: What if Aunt May had died instead of Uncle Ben? (Wat als tante May stierf in plaats van oom Ben?) Dit idee was al eens eerder uitgewerkt in de originele What If serie onder de titel What if Uncle Ben Had Lived? (Wat als oom Ben had geleefd?), maar dat verhaal volgt een andere lijn dan het verhaal uit 2005.
Een parodie door Marvel, Wha...Huh?! werd gepubliceerd in augustus 2005.

## 2006 serie
In 2006 kwam nog een serie van zes eendelige strips uit, voor het eerst uitgebracht in februari. Deze serie leek meer op DC Comics equivalent Elseworlds. Terwijl traditioneel gezien What If rondom specifieke vraag hing en het verhaal werd verteld gebaseerd op een omslagpunt in het verhaal, waren de verhalen van Elseworlds verteld in andere continuïteiten waarbij de verhalen werden verteld in een ander tijdperk of een andere plaats (bijvoorbeeld het verhaal Superman: Red Son, waarin Superman wordt opgevoed in de Sovjet-Unie in plaats van de Verenigde Staten).
Alle verhalen, uitgezonderd door een, van de nieuwe What If serie, volgde deze aanpak, waarbij gefocust werd op een andere tijdsperiode in een gedeeld universum van Earth-717 die het eerst werd getoond tijdens Feodaal Japanse era van een Daredevil-achtige held die bekendstond als The Devil who Dares (de duivel die durft). Het verhaal gaat verder in andere tijdzones en met andere helden, inclusief Captain America die vecht tegen de "White Skull" tijdens Amerikaanse Burgeroorlog, Wolverine die de rol van de Punisher vervuld en vecht tegen de maffia van de jaren 20 in Chicago, Namor the Sub-Mariner die opgevoed wordt boven het water door zijn vader tijdens de Tweede Wereldoorlog, Thor die een helper van Galactus werd en een Russische versie van de Fantastic Four, die beter bekendstond als The Ultimate Federalist Freedom Fighters (De ultieme federalistische vrijheidsstrijders) als onderdeel van de Koude Oorlog
Al deze verhalen worden afgebeeld als een historisch document van een alternatieve dimensie ontdekt door een getalenteerde jonge hacker, die zichzelf The Watcher noemde.

## 2006 serie 2
Op het einde van 2006 gaf Marvel nog een serie van vijf nieuwe What If's uit. Deze serie focuste op een alternatief plot van een grote verhaallijn als Age of Apocalypse, Avengers Disassembled, Spider-Man: The Other, Wolverine: Enemy of the State en X-Men: Deadly Genesis. Al deze verhalen werden later verzameld in een verzamelobject paperback, getiteld What if: Event Horizon.

## 2007
What If?: Planet Hulk (What if versie van Planet Hulk) was de eerst aangekondigde titel van 2007 en werd uitgegeven in oktober. Het werd gevolgd in november door What If?: Annihilation (de What if versie van de Annihilation verhaallijn). In december werden twee What If's uitgegeven. De één was een What If versie van Civil War en de andere was een special voor de X-Men. The Rise and Fall of the Shi'ar Empire(de opkomst en val van het Shi'ar rijk). In januari kwam What If?: Spider-Man Vs. Wolverine uit. De What If?: The New Fantastic Four, met Spider-Man, Wolverine, Ghost Rider en de Hulk was gepland voor november, maar wordt waarschijnlijk pas juni 2008 uitgegeven. Dit doordat de schrijver van het verhaal Mike Wieringo op 44-jarige leeftijd stierf.
Wieringo had pas acht pagina's van de strip af, maar de strip is door collega's afgemaakt en zal aan hem opgedragen worden.

## Alternatieve aardes
Marvel Comics heeft verschillende What If? verhalen een officiële numerieke benoemingen als continuïteit gegeven in het Marvel Universum, en de verhalen staan zo dus los van het hoofd universum of Earth-616.